# Jessica Pacheco
Jessica Pacheco (1978. – Miami, SAD) američka je glumica, plesačica i model. Najpoznatija je po ulozi Ligije u telenoveli Tajna čokolade.

## Filmografija

### Televizijske uloge
- Tajna čokolade kao Ligia (2007.)
- Decisiones kao Caridad (2006.)
- Los Teens kao Michelle  (2003.)

### Kazališne predstave
- El Dulce Pajaro de la Juventud kao Ceeleste Finley
- Cinderella kao Cinderella